# Аган
Ага́н — річка в Росії, ліва притока Тромйогана (басейн Обі), тече у Нижньовартовському районі Ханти-Мансійського АО на півночі Західно-Сибірської рівнини. 

## Фізіографія
Аган бере початок у Сибірський Увалах на півночі Нижньовартовського району Ханти-Мансійського АО біля кордону з Ямало-Ненецьким АО, на висоті 78 м над рівнем моря. Тече на захід і південний захід, подекуди відхиляючись до півдня, по надзвичайно заболоченій тайговій місцевості з великою кількістю дрібних озер. Річка рівнинна на всьому протязі, русло дуже звивисте з безліччю стариць та меандрів.
Аган зливається з Тромйоганом в його нижній течії незадовго до впадіння Тромйогана в Об. Гирло Агана знаходиться приблизно за 60 км на північний схід від Сургута на висоті 32 м над рівнем моря. Через близькість місця злиття річок до Обі Аган іноді вважається притокою Обі, а Тромйоган — притокою Агана.
Найзначніші притоки: Нонгйоган і Ампута справа, Ванйоган — зліва.

## Гідрологія
Довжина річки 544 км, площа басейну 32 200 км², середньорічний стік, виміряний за 87 км від гирла біля селища Аган, становить 275 м³/с (за результатами вимірянь у 1960–1987 роках). Багаторічний мінімум стоку спостерігається у березні (80 м³/с), максимум — у червні (730 м³/с). За період спостережень абсолютний мінімум місячного стоку (26,1 м³/с) спостерігався у квітні 1969 року, абсолютний максимум — у червні 1979 (1060 м³/с). Живлення переважно снігове і дощове.
Аган замерзає на початку листопада, скресає у травні. Під час літнього сезону (коли річка вільна від криги) найменший стік (141 м³/с) спостерігався у вересні 1961 року.

## Інфраструктура
Аган судноплавний на 360 км від гирла.
Розвиток прибережних районів розпочався у 1960-х роках після відкриття у Західному Сибіру багатих покладів нафти та природного газу. На берегах річки розташовані міста Радужний (у верхів’ях) і Покачі (у низов’ях), а також смт Новоаганськ у середній течії; існує також кілька дрібніших поселень: Варйоган, Чистоборськ, Аган та інші. Поселення на Агані з’єднані автодорогою, яка пролягає переважно правим берегом річки; Покачі і Радужний також з’єднані автодорогою з Нижньовартовськом і через нього — з рештою мережі російських автодоріг.
Незадовго до гирла Аган перетинає залізничний міст на гілці Ульт-Ягун — Нижньовартовськ. В кількох місцях річка перетинається нафто- та газопроводами.